# Plagiognathus blatchleyi
Plagiognathus blatchleyi är en insektsart som beskrevs av Reuter 1912. Plagiognathus blatchleyi ingår i släktet Plagiognathus och familjen ängsskinnbaggar. Inga underarter finns listade i Catalogue of Life.